# Subkhiddin Mohd Salleh
Subkhiddin Mohd Salleh (17 november 1966) is een Maleisisch voetbalscheidsrechter die in Parit Buntar woont. Hij is in dienst van de FIFA sinds 2000.
Hij werd geselecteerd als scheidsrechter voor het WK onder 20 in 2007, hij floot in de groepsfase de wedstrijd tussen Panama en Argentinië en de kwartfinale tussen Chili en Portugal, waarin hij drie spelers een rode kaart gaf. In de laatste wedstrijd  was hij betrokken bij een bizar incident waarbij Portugese speler José Egas dos Santos Branco de rode kaart uit de handen van de scheidsrechter pakte nadat Salleh zijn teamgenoot Luís Miguel Lopes Mendes een rode kaart had gegeven, het publiek en de commentatoren waren erg verbaasd. Op het incident volgde een rode kaart voor José Egas dos Santos Branco.
Salleh was official op het Wereldkampioenschap voetbal 2010 in Zuid-Afrika.